# Боволоне
Боволоне (итал. Bovolone) — коммуна в Италии, располагается в провинции Верона области Венеция.
Население составляет 13 934 человека (на 2004 г.), плотность населения составляет 328 чел./км². Занимает площадь 41,41 км². Почтовый индекс — 37051. Телефонный код — 045.
Покровителем коммуны почитается  священномученик Власий Севастийский. Праздник ежегодно празднуется 3 февраля.

## Города-побратимы
- Штадеккен-Эльсхайм, Германия (2000)
- Синнаи, Италия (2002)